# Les Fourberies de Benten Kozō
Pour plus de détails, voir Fiche technique et Distribution.
Les Fourberies de Benten Kozō (弁天小僧, Benten Kozō) est un film japonais de Daisuke Itō sorti en 1958 et inspiré de la pièce de kabuki Benten Kozō.

## Synopsis
Toyama Saemonnojo, un dignitaire du shogunat séquestre dans sa demeure la belle Ohan afin d'obtenir ses faveurs. Mais Benzen Kozō, un fieffé bandit le fait chanter. Ce dernier intrigue pour soutirer de l'argent au fonctionnaire mais aussi pour séduire la jeune fille...

## Fiche technique
- Titre : Les Fourberies de Benten Kozō[1],[2]
- Titre original : 弁天小僧 (Benten Kozō?)
- Réalisation : Daisuke Itō
- Assistant réalisateur : Tokuzō Tanaka
- Scénario : Yahiro Fuji (ja)
- Photographie : Kazuo Miyagawa
- Montage : Mitsuzō Miyata
- Décors : Yoshinobu Nishioka (ja)
- Musique : Ichirō Saitō
- Société de production : Daiei
- Pays de production :  Japon
- Langue originale : japonais
- Format : couleur — 2,35:1 — 35 mm — son mono
- Genre : comédie dramatique, jidai-geki
- Durée : 86 minutes[3] (métrage : neuf bobines - 2 345 m[3])
- Date de sortie :
  - Japon : 29 novembre 1958[3]

## Distribution
- Raizō Ichikawa : Benten Kozō
- Shintarō Katsu : Toyama Saemonnojo
- Kyōko Aoyama : Ohan
- Michiko Ai (ja) : Okichi
- Mieko Kondō (ja) : Osuzu

## Distinctions

### Récompenses
- 1959 : prix Blue Ribbon du meilleur acteur pour Raizō Ichikawa et de la meilleure photographie pour Kazuo Miyagawa[4]